# 2007-es Copa América (keretek)
A 2007-es Copa América részt vevő csapatainak az alábbi a névsora. Eltérően a labdarúgó-világbajnokságtól és az Európa-bajnokságtól a keretet 22 fősek, és csupán két kapust tartalmaznak.

## A csoport

### Venezuela
Szövetségi kapitány:  Richard Páez
| Szám | Poszt | Név                 | Születési dátum / Kor | Válogatottság | Gólok | Klub                     |
| ---- | ----- | ------------------- | --------------------- | ------------- | ----- | ------------------------ |
| 1    | K     | Renny Vega          | 1979. július 4.       |               |       | Carabobo FC              |
| 2    | V     | Luis Vallenilla     | 1974. március 13.     |               |       | Unión Atlético Maracaibo |
| 3    | V     | Jose Manuel Rey     | 1975. május 20.       |               |       | AEK Larnaca              |
| 4    | V     | Oswaldo Vizcarrondo | 1984. május 31.       |               |       | Caracas FC               |
| 5    | KP    | Miguel Mea Vitali   | 1981. február 19.     |               |       | Unión Atlético Maracaibo |
| 6    | V     | Alejandro Cichero   | 1977. április 24.     |               |       | PFC Litex Lovech         |
| 7    | CS    | José Torrealba      | 1980. június 13.      |               |       | Mamelodi Sundowns        |
| 8    | KP    | Luis Vera           | 1973. március 9.      |               |       | Caracas FC               |
| 9    | CS    | Giancarlo Maldonado | 1982. június 29.      |               |       | Club Deportivo O'Higgins |
| 10   | KP    | César González      | 1982. október 1.      |               |       | Caracas FC               |
| 11   | KP    | Ricardo David Páez  | 1979. február 9.      |               |       | Mineros                  |
| 12   | K     | Javier Toyo         | 1977. október 12.     |               |       | Caracas FC               |
| 13   | V     | Leonel Vielma       | 1978. augusztus 30.   |               |       | Caracas FC               |
| 14   | KP    | Alejandro Guerra    | 1985. július 9.       |               |       | Caracas FC               |
| 15   | CS    | Fernando de Ornelas | 1976. július 29.      |               |       | Odd Grenland             |
| 16   | KP    | Edder Pérez         | 1983. július 3.       |               |       | Marítimo                 |
| 17   | V     | Jorge Rojas         | 1977. október 1.      |               |       | América de Cali          |
| 18   | CS    | Juan Arango         | 1980. május 16.       |               |       | Real Mallorca            |
| 19   | CS    | Daniel Arismendi    | 1982. július 4.       |               |       | Unión Atlético Maracaibo |
| 20   | V     | Héctor González     | 1977. november 4.     |               |       | AEK Larnaca              |
| 21   | V     | Andrés Rouga        | 1982. március 2.      |               |       | Caracas FC               |
| 22   | KP    | Pedro Fernández     | 1977. július 27.      |               |       | Unión Atlético Maracaibo |

### Uruguay
Szövetségi kapitány:  Oscar Tabárez
| Szám | Poszt | Név                    | Születési dátum / Kor | Válogatottság | Gólok | Klub                |
| ---- | ----- | ---------------------- | --------------------- | ------------- | ----- | ------------------- |
| 1    | K     | Fabián Carini          | 1979. december 26.    |               |       | Internazionale      |
| 2    | V     | Diego Lugano           | 1980. november 2.     |               |       | Fenerbahçe          |
| 3    | V     | Diego Godín            | 1986. április 2.      |               |       | Nacional            |
| 4    | V     | Jorge Fucile           | 1984. december 19.    |               |       | FC Porto            |
| 5    | KP    | Pablo Gabriel García   | 1977. május 11.       |               |       | Real Madrid         |
| 6    | V     | Darío Rodríguez        | 1974. szeptember 17.  |               |       | Schalke 04          |
| 7    | KP    | Cristian Rodríguez     | 1985. szeptember 30.  |               |       | Paris Saint-Germain |
| 8    | KP    | Walter Gargano         | 1984. július 27.      |               |       | Danubio             |
| 9    | CS    | Gonzalo Vargas         | 1981. szeptember 22.  |               |       | AS Monaco           |
| 10   | CS    | Álvaro Recoba          | 1976. március 17.     |               |       | Internazionale      |
| 11   | CS    | Fabián Estoyanoff      | 1982. szeptember 27.  |               |       | Valencia            |
| 12   | K     | Juan Castillo          | 1978. április 17.     |               |       | Peñarol Montevideo  |
| 13   | CS    | Sebastián Abreu        | 1976. október 17.     |               |       | Tigres              |
| 14   | V     | Carlos Diogo           | 1983. július 18.      |               |       | Real Zaragoza       |
| 15   | KP    | Diego Pérez            | 1980. május 18.       |               |       | AS Monaco           |
| 16   | KP    | Maximiliano Pereira    | 1984. június 8.       |               |       | Defensor Sporting   |
| 17   | V     | Carlos Adrián Valdez   | 1983. május 2.        |               |       | Nacional            |
| 18   | KP    | Fabián Canobbio        | 1980. március 8.      |               |       | Celta Vigo          |
| 19   | V     | Andrés Scotti          | 1975. december 14.    |               |       | Rubin Kazan         |
| 20   | KP    | Ignacio María González | 1982. május 14.       |               |       | Danubio             |
| 21   | CS    | Diego Forlán           | 1979. május 19.       |               |       | Villarreal          |
| 22   | CS    | Vicente Sánchez        | 1979. december 7.     |               |       | Toluca              |

### Peru
Szövetségi kapitány:  Julio César Uribe
| Szám | Poszt | Név                    | Születési dátum / Kor | Válogatottság | Gólok | Klub                      |
| ---- | ----- | ---------------------- | --------------------- | ------------- | ----- | ------------------------- |
| 1    | K     | Leao Butrón            | 1977. március 6.      |               |       | San Martín                |
| 2    | V     | Miguel Villalta        | 1981. június 16.      |               |       | Sporting Cristal          |
| 3    | V     | Santiago Acasiete      | 1977. november 22.    |               |       | UD Almería                |
| 4    | V     | Walter Vílchez         | 1983. február 20.     |               |       | Cruz Azul                 |
| 5    | V     | Alberto Rodriguez      | 1984. március 31.     |               |       | S.C. Braga                |
| 6    | V     | Jhoel Herrera          | 1980. július 9.       |               |       | GKS Belchatow             |
| 7    | KP    | Jair Cespedes          |                       |               |       | Sport Boys                |
| 8    | KP    | Juan Carlos Bazalar    | 1968. február 23.     |               |       | Cienciano                 |
| 9    | CS    | José Paolo Guerrero    | 1984. január 1.       |               |       | Hamburg                   |
| 10   | KP    | Juan Carlos Mariño     | 1982. január 2.       |               |       | Cienciano                 |
| 11   | CS    | Ysrael Zúñiga          | 1976. augusztus 27.   |               |       | Melgar                    |
| 12   | K     | George Forsyth         | 1982. június 20.      |               |       | Alianza Lima              |
| 13   | V     | Paolo de la Haza       | 1983. november 30.    |               |       | Cienciano                 |
| 14   | CS    | Claudio Pizarro        | 1978. október 3.      |               |       | Chelsea FC                |
| 15   | KP    | Edgar Villamarín       | 1983. április 1.      |               |       | Cienciano                 |
| 16   | CS    | Andrés Augusto Mendoza | 1978. április 26.     |               |       | Metalurh Doneck           |
| 17   | CS    | Jefferson Farfán       | 1984. október 20.     |               |       | PSV Eindhoven             |
| 18   | KP    | Pedro García           | 1974. március 14.     |               |       | San Martín                |
| 19   | KP    | Damián Ísmodes         | 1989. március 10.     |               |       | Sporting Cristal          |
| 20   | CS    | Roberto Jimenez        | 1983. április 26.     |               |       | San Lorenzo de Almagro    |
| 21   | K     | Juan Flores            |                       |               |       | Cienciano                 |
| 22   | V     | John Galliquio         | 1979. december 1.     |               |       | Universitario de Deportes |

### Bolívia
Szövetségi kapitány:  Erwin Sánchez
Nem végleges keret
| Szám | Poszt | Név               | Születési dátum / Kor | Válogatottság | Gólok | Klub                   |
| ---- | ----- | ----------------- | --------------------- | ------------- | ----- | ---------------------- |
| 1    | K     | Hugo Suárez       | 1983. július 4.       |               |       | Club Jorge Wilstermann |
| 2    | V     | Juan Manuel Peña  | 1973. január 17.      |               |       | Villarreal             |
| 3    | V     | Limbert Méndez    | 1982. április 12.     |               |       | Jorge Wilstermann      |
| 4    | V     | Lorgio Álvarez    | 1978. szeptember 11.  |               |       | Cerro Porteño          |
| 5    | KP    | Leonel Reyes      | 1976. november 19.    |               |       | Bolívar                |
| 6    | KP    | Ronald García     | 1979. január 9.       |               |       | Aris FC                |
| 7    | CS    | Nelson Sossa      | 1986. május 15.       |               |       | Jorge Wilstermann      |
| 8    | KP    | Gualberto Mojica  | 1982. szeptember 2.   |               |       | Paços de Ferreira      |
| 9    | CS    | Jaime Moreno      | 1974. október 19.     |               |       | D.C. United            |
| 10   | KP    | Joselito Vaca     | 1979. április 4.      |               |       | Blooming               |
| 11   | CS    | Diego Cabrera     | 1984. június 17.      |               |       | Aurora                 |
| 12   | K     | Sergio Galarza    | 1983. április 13.     |               |       | Oriente Petrolero      |
| 13   | V     | Edemir Rodríguez  | 1981. június 21.      |               |       | Universitario          |
| 14   | V     | Miguel Hoyos      | 1978. május 26.       |               |       | The Strongest          |
| 15   | V     | Jorge Ortíz       | 1984. június 1.       |               |       |                        |
| 16   | V     | Ronald Raldes     | 1981. április 20.     |               |       | Rosario Central        |
| 17   | CS    | Juan Carlos Arce  | 1985. április 10.     |               |       | Corinthians            |
| 18   | KP    | Gonzalo Galindo   | 1976. február 8.      |               |       | The Strongest          |
| 19   | CS    | Augusto Andaveris | 1979. március 11.     |               |       | La Paz F.C.            |
| 20   | KP    | Sacha Lima        | 1987. május 22.       |               |       | Jorge Wilstermann      |
| 21   | KP    | Jhasmani Campos   | 1980. január 3.       |               |       | Oriente Petrolero      |
| 22   | KP    | Darwin Peña       | 1977. augusztus 8.    |               |       | Bamin Real Potosí      |

## B csoport

### Brazília
Szövetségi kapitány:  Dunga

| Szám | Poszt | Név            | Születési dátum / Kor     | Válogatottság | Gólok | Klub             |
| ---- | ----- | -------------- | ------------------------- | ------------- | ----- | ---------------- |
| 1    | K     | Helton         | 1978. május 18. (29)      | 4             | 0     | FC Porto         |
| 2    | V     | Maicon         | 1981. július 26. (25)     | 17            | 0     | Internazionale   |
| 3    | V     | Alex           | 1982. június 17. (25)     | 5             | 0     | Chelsea          |
| 4    | V     | Juan           | 1979. február 1. (28)     | 53            | 3     | Bayer Leverkusen |
| 5    | KP    | Mineiro        | 1975. augusztus 2. (31)   | 8             | 0     | Hertha Berlin    |
| 6    | V     | Gilberto       | 1976. április 25. (31)    | 17            | 1     | Hertha Berlin    |
| 7    | KP    | Elano          | 1981. június 14. (26)     | 12            | 2     | Sahtar Doneck    |
| 8    | KP    | Gilberto Silva | 1976. október 7. (30)     | 54            | 3     | Arsenal          |
| 9    | CS    | Vágner Love    | 1984. június 11. (23)     | 8             | 2     | CSZKA Moszkva    |
| 10   | KP    | Diego          | 1985. február 28. (22)    | 13            | 1     | Werder Bremen    |
| 11   | CS    | Robinho        | 1984. január 25. (23)     | 34            | 7     | Real Madrid      |
| 12   | K     | Doni           | 1979. október 22. (27)    | 1             | 0     | Roma             |
| 13   | V     | Daniel Alves   | 1983. május 6. (24)       | 6             | 0     | Sevilla FC       |
| 14   | V     | Alex Silva     | 1985. március 10. (22)    | 0             | 0     | São Paulo        |
| 15   | V     | Naldo          | 1982. szeptember 10. (24) | 2             | 0     | Werder Bremen    |
| 16   | V     | Kléber         | 1980. április 1. (27)     | 8             | 0     | Santos           |
| 17   | KP    | Josué          | 1979. július 19. (27)     | 2             | 0     | São Paulo        |
| 18   | KP    | Fernando       | 1981. május 3. (26)       | 1             | 0     | Bordeaux         |
| 19   | KP    | Júlio Baptista | 1981. október 1. (25)     | 20            | 3     | Real Madrid      |
| 20   | KP    | Anderson       | 1988. április 13. (19)    | 0             | 0     | FC Porto         |
| 21   | CS    | Afonso Alves   | 1981. január 20. (26)     | 2             | 0     | SC Heerenveen    |
| 22   | CS    | Fred           | 1983. október 3. (23)     | 10            | 4     | Lyon             |

### Chile
Szövetségi kapitány:   Nelson Acosta
| Szám | Poszt | Név                | Születési dátum / Kor | Válogatottság | Gólok | Klub                                   |
| ---- | ----- | ------------------ | --------------------- | ------------- | ----- | -------------------------------------- |
| 1    | K     | Claudio Bravo      | 1983. április 13.     | 12            |       | Real Sociedad                          |
| 2    | KP    | Alvaro Ormeño      | 1979. április 4.      | 2             |       | Gimnasia y Esgrima La Plata            |
| 3    | V     | Sebastián Roco     | 1983. június 26.      | 6             |       | Santiago Wanderers                     |
| 4    | V     | Ismael Fuentes     | 1981. augusztus 4.    | 8             |       | Jaguares de Chiapas                    |
| 5    | V     | Miguel Riffo       | 1981. június 21.      | 1             |       | Colo Colo                              |
| 6    | KP    | José Luis Cabión   | 1983. november 14.    | 5             |       | Heart of Midlothian (átigazolás alatt) |
| 7    | KP    | Rodrigo Tello      | 1979. október 14.     | 26            |       | Beşiktaş J.K.                          |
| 8    | CS    | Humberto Suazo     | 1981. május 10.       | 12            | 2     | CF Monterrey                           |
| 9    | CS    | Reinaldo Navia     | 1978. május 10.       | 39            |       | Atlas                                  |
| 10   | KP    | Jorge Valdivia     | 1983. október 19.     | 21            |       | Palmeiras                              |
| 11   | KP    | Mark González      | 1984. május 10.       | 16            |       | Real Betis                             |
| 12   | K     | Nicolás Peric      | 1978. október 19.     | 4             |       | Audax Italiano                         |
| 13   | V     | Jorge Vargas       | 1976. február 8.      | 36            |       | Red Bull Salzburg                      |
| 14   | KP    | Matías Fernández   | 1986. május 15.       | 9             |       | Villarreal                             |
| 15   | V     | Pablo Contreras    | 1978. szeptember 11.  | 37            |       | Celta Vigo                             |
| 16   | KP    | Manuel Iturra      | 1984. június 23.      | 15            |       | Universidad de Chile                   |
| 17   | KP    | Arturo Sanhueza    | 1979. március 11.     | 12            |       | Colo Colo                              |
| 18   | KP    | Rodrigo Meléndez   | 1977. október 3.      | 24            |       | Colo Colo                              |
| 19   | V     | Gonzalo Jara       | 1985. május 29.       | 7             |       | Colo Colo                              |
| 20   | KP    | Gonzalo Fierro     | 1983. március 21.     | 3             |       | Colo Colo                              |
| 21   | KP    | Carlos Villanueva  | 1986. február 5.      | 4             |       | Audax Italiano                         |
| 22   | CS    | Juan Gonzalo Lorca | 1985. január 15.      | 5             |       | Colo Colo                              |

### Mexikó
Szövetségi kapitány:  Hugo Sánchez
Mexikó Copa América kerete
| Szám | Poszt | Név                        | Születési dátum / Kor     | Válogatottság | Gólok | Klub          |
| ---- | ----- | -------------------------- | ------------------------- | ------------- | ----- | ------------- |
| 1    | K     | Oswaldo Sánchez            | 1973. szeptember 21. (33) | 81            | 0     | Santos Laguna |
| 2    | V     | Jonny Magallón             | 1981. november 21. (25)   | 10            | 0     | Guadalajara   |
| 3    | V     | Fausto Pinto               | 1983. augusztus 8. (23)   | 0             | 0     | Pachuca       |
| 4    | V     | Rafael Márquez             | 1979. február 13. (28)    | 76            | 9     | FC Barcelona  |
| 5    | V     | Israel Castro              | 1980. december 20. (27)   | ?             | 0     | Pumas         |
| 6    | KP    | Gerardo Torrado            | 1979. április 30. (28)    | 71            | 3     | Cruz Azul     |
| 7    | CS    | Alberto Medina             | 1983. május 29. (24)      | 34            | 2     | Guadalajara   |
| 8    | KP    | Jaime Correa               | 1979. augusztus 6. (27)   | 0             | 0     | Pachuca       |
| 9    | CS    | Luis Ángel Landín*         | 1985. július 23. (21)     | 1             | 0     | Morelia       |
| 10   | CS    | Cuauhtémoc Blanco          | 1973. január 17. (34)     | 92            | 32    | Chicago Fire  |
| 11   | KP    | Ramón Morales              | 1975. október 10. (31)    | 51            | 5     | Guadalajara   |
| 12   | CS    | Juan Carlos Cacho          | 1982. május 3. (26)       | 0             | 0     | Pachuca       |
| 13   | K     | Guillermo Ochoa            | 1985. július 13. (21)     | 6             | 0     | América       |
| 14   | V     | Gonzalo Pineda             | 1983. augusztus 8. (23)   | 37            | 1     | Guadalajara   |
| 15   | V     | José Antonio Castro        | 1980. augusztus 11. (26)  | 19            | 0     | América       |
| 16   | KP    | Jaime Lozano               | 1979. szeptember 29. (27) | 29            | 12    | UANL          |
| 17   | CS    | Adolfo Bautista            | 1979. május 15. (28)      | 26            | 8     | Chiapas       |
| 18   | KP    | Andrés Guardado            | 1986. szeptember 28. (20) | 19            | 1     | Atlas         |
| 19   | CS    | Omar Bravo                 | 1980. március 4. (27)     | 41            | 10    | Guadalajara   |
| 20   | KP    | Fernando Arce              | 1980. április 24. (27)    | 19            | 1     | Morelia       |
| 21   | CS    | Nery Castillo              | 1984. június 13. (22)     | 4             | 2     | Olimbiakósz   |
| 22   | V     | Francisco Javier Rodríguez | 1981. október 20. (25)    | 38            | 1     | Guadalajara   |

- * Jared Borgettit kicserélték 2007. június 26-án sérülés miatt.

### Ecuador
Szövetségi kapitány:  Luis Fernando Suárez
| Szám | Poszt | Név               | Születési dátum / Kor     | Válogatottság | Gólok | Klub                 |
| ---- | ----- | ----------------- | ------------------------- | ------------- | ----- | -------------------- |
| 1    | K     | Marcelo Elizaga   | 1972. április 19. (35)    | 1             | 0     | Emelec               |
| 2    | V     | Jorge Guagua      | 1981. szeptember 28. (25) | 16            | 1     | Colón de Santa Fe    |
| 3    | V     | Iván Hurtado      | 1974. augusztus 16. (32)  | 137           | 5     | Nacional de Medellín |
| 4    | V     | Ulises de la Cruz | 1974. február 8. (33)     | 90            | 5     | Reading              |
| 5    | KP    | Patricio Urrutia  | 1977. október 15. (29)    |               |       | LDU Quito            |
| 6    | KP    | Pedro Quiñónez*   | 1986. március 4. (21)     |               |       | Nacional de Quito    |
| 7    | KP    | David Quiróz      | 1982. szeptember 8. (24)  |               |       | Nacional de Quito    |
| 8    | KP    | Edison Méndez     | 1979. március 16. (28)    | 68            | 10    | PSV Eindhoven        |
| 9    | CS    | Félix Borja       | 1983. április 2. (24)     | 8             | 3     | Olimbiakósz          |
| 10   | CS    | Felipe Caicedo    | 1988. szeptember 5. (18)  | 2             | 1     | FC Basel             |
| 11   | CS    | Cristian Benítez  | 1986. május 1. (21)       | 8             | 3     | Nacional de Quito    |
| 12   | K     | Cristian Mora     | 1982. augusztus 26. (24)  | 12            | 0     | LDU Quito            |
| 13   | V     | Renán Calle       | 1976. szeptember 8. (30)  |               |       | LDU Quito            |
| 14   | KP    | Segundo Castillo  | 1982. május 15. (25)      |               |       | FK Crvena zvezda     |
| 15   | V     | Óscar Bagüí       | 1983. február 10. (24)    |               |       | Olmedo               |
| 16   | KP    | Antonio Valencia  | 1985. augusztus 4. (21)   | 19            | 4     | Villarreal           |
| 17   | V     | Giovanny Espinoza | 1977. április 12. (30)    | 97            | 7     | Vitesse              |
| 18   | V     | Neicer Reasco     | 1977. július 23. (29)     | 34            | 0     | São Paulo            |
| 19   | KP    | Walter Ayoví      | 1979. augusztus 11. (27)  |               |       | Nacional de Quito    |
| 20   | KP    | Edwin Tenorio     | 1976. június 16. (31)     |               |       | LDU Quito            |
| 21   | CS    | Carlos Tenorio    | 1979. május 14. (28)      | 31            | 10    | Al-Sadd              |
| 22   | CS    | Pablo Palacios    | 1982. február 5. (25)     |               |       | Deportivo Quito      |

- * Luis Caicedót kicserélték 2007. június 15-én sérülés miatt.

## C csoport

### Argentína
Szövetségi kapitány:  Alfio Basile

| Szám | Poszt | Név                   | Születési dátum / Kor | Válogatottság | Gólok | Klub                   |
| ---- | ----- | --------------------- | --------------------- | ------------- | ----- | ---------------------- |
| 1    | K     | Roberto Abbondanzieri | 1972. augusztus 19.   | 30            | 0     | Getafe                 |
| 2    | V     | Roberto Ayala         | 1973. április 14.     | 109           | 7     | Valencia CF            |
| 3    | V     | Daniel Díaz           | 1979. március 13.     | 3             | 0     | Boca Juniors           |
| 4    | V     | Hugo Ibarra           | 1974. április 1.      | 7             | 0     | Boca Juniors           |
| 5    | KP    | Fernando Gago         | 1986. április 10.     | 1             | 0     | Real Madrid            |
| 6    | V     | Gabriel Heinze        | 1978. április 19.     | 34            | 1     | Manchester United      |
| 7    | CS    | Rodrigo Palacio       | 1982. február 5.      | 4             | 0     | Boca Juniors           |
| 8    | V     | Javier Zanetti        | 1973. augusztus 10.   | 103           | 5     | Internazionale         |
| 9    | CS    | Hernán Crespo         | 1975. július 5.       | 62            | 32    | Internazionale         |
| 10   | KP    | Juan Román Riquelme   | 1978. június 24.      | 38            | 8     | Villarreal CF          |
| 11   | CS    | Carlos Tévez          | 1984. február 5.      | 27            | 4     | West Ham United        |
| 12   | K     | Juan Pablo Carrizo    | 1984. május 6.        | 5             | 0     | River Plate            |
| 13   | KP    | Lucho González        | 1981. január 19.      | 33            | 5     | FC Porto               |
| 14   | KP    | Javier Mascherano     | 1984. június 8.       | 22            | 0     | Liverpool              |
| 15   | V     | Gabriel Milito        | 1980. szeptember 7.   | 19            | 0     | Real Zaragoza          |
| 16   | KP    | Pablo Aimar           | 1979. november 3.     | 44            | 7     | Real Zaragoza          |
| 17   | V     | Nicolás Burdisso      | 1981. április 12.     | 13            | 0     | Internazionale         |
| 18   | CS    | Lionel Messi          | 1987. június 24.      | 14            | 4     | FC Barcelona           |
| 19   | KP    | Esteban Cambiasso     | 1980. augusztus 18.   | 28            | 2     | Internazionale         |
| 20   | KP    | Juan Sebastián Verón  | 1975. május 9.        | 58            | 9     | Estudiantes La Plata   |
| 21   | CS    | Diego Milito          | 1979. június 12.      | 10            | 3     | Real Zaragoza          |
| 22   | K     | Agustín Orión*        | 1981. június 26.      | 1             | 0     | San Lorenzo de Almagro |

- * Oscar Ustarit kicserélték 2007. június 18-án sérülés miatt.

### Paraguay
Szövetségi kapitány:  Gerardo Martino
| Szám | Poszt | Név                     | Születési dátum / Kor     | Válogatottság | Gólok | Klub                   |
| ---- | ----- | ----------------------- | ------------------------- | ------------- | ----- | ---------------------- |
| 1    | K     | Justo Villar            | 1977. június 30. (30)     | 44            | 0     | Newell’s Old Boys      |
| 2    | V     | Darío Verón             | 1979. július 26. (27)     | 6             | 0     | Pumas UNAM             |
| 3    | V     | Claudio Morel Rodríguez | 1978. február 2. (29)     | 8             | 0     | Boca Juniors           |
| 4    | V     | Júlio César Manzur      | 1981. június 22. (26)     | 20            | 0     | Guaraní                |
| 5    | V     | Julio César Cáceres (C) | 1979. október 5. (27)     | 38            | 2     | Tigres                 |
| 6    | KP    | Carlos Bonet            | 1977. október 2. (29)     | 39            | 1     | Libertad               |
| 7    | CS    | Salvador Cabañas        | 1980. augusztus 5. (26)   | 22            | 1     | América                |
| 8    | KP    | Edgar Barreto           | 1984. július 15. (22)     | 22            | 0     | NEC                    |
| 9    | CS    | Roque Santa Cruz        | 1981. augusztus 16. (25)  | 50            | 14    | Bayern München         |
| 10   | KP    | Julio dos Santos        | 1983. május 5. (24)       | 23            | 5     | Bayern München         |
| 11   | KP    | Aureliano Torres        | 1982. június 16. (25)     | 14            | 1     | San Lorenzo de Almagro |
| 12   | K     | Joel Zayas              | 1977. szeptember 17. (29) | 0             | 0     | Bolívar                |
| 13   | KP    | Domingo Salcedo         | 1983. november 9. (23)    | 6             | 0     | Cerro Porteño          |
| 14   | V     | Paulo da Silva          | 1980. február 1. (27)     | 41            | 0     | Toluca                 |
| 15   | KP    | Edgar González          | 1979. október 4. (27)     | 11            | 0     | Cerro Porteño          |
| 16   | KP    | Cristian Riveros        | 1982. október 16. (24)    | 19            | 1     | Libertad               |
| 17   | CS    | Dante López             | 1983. augusztus 16. (23)  | 11            | 3     | Crotone                |
| 18   | CS    | Oscar Cardozo           | 1983. május 20. (24)      | 5             | 1     | SL Benfica             |
| 19   | KP    | Jonathan Santana        | 1981. október 19. (25)    | 1             | 0     | Wolfsburg              |
| 20   | V     | Enrique Vera            | 1979. március 10. (28)    | 4             | 0     | LDU Quito              |
| 21   | CS    | Nelson Cuevas           | 1980. január 10. (27)     | 41            | 6     | América                |
| 22   | K     | Aldo Bobadilla          | 1976. április 20. (31)    | 11            | 0     | Boca Juniors           |

### Kolumbia
Szövetségi kapitány:  Jorge Luis Pinto
Nem végleges keret 
| Szám | Poszt | Név                      | Születési dátum / Kor | Válogatottság | Gólok | Klub                   |
| ---- | ----- | ------------------------ | --------------------- | ------------- | ----- | ---------------------- |
| 1    | K     | Miguel Calero            | 1971. április 14.     |               |       | CF Pachuca             |
| 2    | V     | Iván Córdoba             | 1976. augusztus 11.   |               |       | Internazionale         |
| 3    | V     | Mario Yepes              | 1976. január 13.      |               |       | PSG                    |
| 4    | V     | Gerardo Vallejo          |                       |               |       | Tolima                 |
| 5    | V     | Javier Arizala           |                       |               |       | Deportes Tolima        |
| 6    | KP    | Fabián Vargas            | 1980. április 17.     |               |       | Inter Porto Alegre     |
| 7    | CS    | Edixon Perea             | 1984. április 20.     |               |       | Bordeaux               |
| 8    | KP    | David Ferreira           | 1979. augusztus 9.    |               |       | Athletico Paranaense   |
| 9    | KP    | Álvaro Domínguez         |                       |               |       | Deportivo Cali         |
| 10   | CS    | Andrés Chitiva           | 1979. augusztus 13.   |               |       | CF Pachuca             |
| 11   | CS    | Hugo Rodallega           | 1985. július 25.      |               |       | Monterrey              |
| 12   | K     | Robinson Zapata          |                       |               |       | Cúcuta Deportivo       |
| 13   | KP    | Vladimir Marín           | 1979. szeptember 26.  |               |       | Club Libertad          |
| 14   | V     | Amaranto Perea           | 1979. január 30.      |               |       | Atlético Madrid        |
| 15   | KP    | John Viáfara             | 1978. október 27.     |               |       | Southampton FC         |
| 16   | V     | Jair Benítez             |                       |               |       | Deportivo Cali         |
| 17   | KP    | Jaime Alberto Castrillón |                       |               |       | Medellín               |
| 18   | CS    | Luis Gabriel Rey         | 1980. február 20.     |               |       | Monarcas Morelia       |
| 19   | CS    | César Valoyes            | 1984. január 5.       |               |       | Independiente Medellín |
| 20   | KP    | Macnelly Torres          |                       |               |       | Cúcuta Deportivo       |
| 21   | KP    | Jorge Banguero           |                       |               |       | América de Cali        |
| 22   | V     | Juan Camilo Zúñiga       | 1985. december 14.    |               |       | Atlético Nacional      |

### Egyesült Államok
Szövetségi kapitány:  Bob Bradley
| Szám | Poszt | Név                | Születési dátum / Kor | Válogatottság | Gólok | Klub                   |
| ---- | ----- | ------------------ | --------------------- | ------------- | ----- | ---------------------- |
| 2    | V     | Marvell Wynne      | 1986. május 8.        | 0             | 0     | Toronto FC             |
| 3    | V     | Jay DeMerit        | 1979. december 4.     | 3             | 0     | Watford                |
| 4    | V     | Bobby Boswell      | 1983. március 15.     | 2             | 0     | D.C. United            |
| 5    | KP    | Benny Feilhaber    | 1985. január 19.      | 8             | 2     | Hamburger SV           |
| 6    | V     | Heath Pearce       | 1984. augusztus 13.   | 6             | 0     | Nordsjælland           |
| 7    | V     | Danny Califf       | 1980. március 17.     | 14            | 1     | Aalborg BK             |
| 8    | CS    | Herculez Gomez     | 1982. április 6.      | 0             | 0     | Colorado Rapids        |
| 9    | CS    | Eddie Johnson      | 1984. március 31.     | 26            | 10    | Kansas City Wizards    |
| 10   | CS    | Charlie Davies     | 1986. június 25.      | 1             | 0     | Hammarby IF            |
| 11   | KP    | Eddie Gaven        | 1986. október 25.     | 3             | 0     | Columbus Crew          |
| 12   | V     | Jimmy Conrad       | 1977. február 12.     | 20            | 1     | Kansas City Wizards    |
| 13   | V     | Jonathan Bornstein | 1984. november 7.     | 7             | 1     | Chivas USA             |
| 14   | KP    | Ben Olsen          | 1977. május 3.        | 34            | 6     | D.C. United            |
| 15   | V     | Drew Moor          | 1984. január 15.      | 0             | 0     | FC Dallas              |
| 16   | KP    | Sacha Kljestan     | 1985. szeptember 9.   | 1             | 0     | Chivas USA             |
| 17   | KP    | Kyle Beckerman     | 1982. április 23.     | 1             | 0     | Colorado Rapids        |
| 18   | K     | Kasey Keller       | 1969. november 29.    | 100           | 0     | Klub nélküli           |
| 19   | KP    | Ricardo Clark      | 1983. május 10.       | 6             | 0     | Houston Dynamo         |
| 20   | CS    | Taylor Twellman    | 1980. február 29.     | 24            | 6     | New England Revolution |
| 21   | KP    | Justin Mapp        | 1984. október 18.     | 5             | 0     | Chicago Fire           |
| 23   | K     | Brad Guzan         | 1984. szeptember 9.   | 1             | 0     | Chivas USA             |
| 25   | KP    | Lee Nguyen         | 1986. október 7.      | 1             | 0     | PSV Eindhoven          |

- Információ és forrás a ussoccer.com-ról származik